# Ulma
Ulma o Ullumma era una ciutat hitita situada al sud del país, que no ha estat localitzada.
Hi va combatre Hattusilis I. El rei diu que va marxar en armes contra ella, i els habitants de la ciutat el van atacar dues vegades i ell els va vèncer dues vegades. La va destruir cap a l'any 1640 aC, i hi va sembrar males herbes, un ritual de maledicció divina. Se n'endugué les estàtues dels seus déus al temple de la deessa solar d'Arinna com a presoners simbòlics.